# Rouilly-Sacey

Rouilly-Sacey este o comună în departamentul Aube din nord-estul Franței. În 1 ianuarie 2022 avea o populație de 388 de locuitori.